# Jardin botanique Montagnard
Le jardin botanique Montagnard (aussi appelé jardin botanique du Mazet-Saint-Voy) est un jardin botanique de 2 hectares, propriété de la municipalité, à Mazet-Saint-Voy, en Haute-Loire.
Le code d'identification du jardin botanique Montagnard en tant que membre du Botanic Gardens Conservation International (BGCI), ainsi que l'acronyme de son herbier est MAZ.

## Histoire
Il est ouvert tous les jours pendant les mois chauds de l'année, un droit d'entrée est demandé.
Le jardin a été créé en 1987, grâce à des initiatives personnelles au sein de l'équipe administrative de la municipalité de Mazet-Saint-Voy.

## Collections
C'est un jardin botanique qui abrite des plantes vivaces et des arbres et arbustes locaux qui résistent bien au froid.
Ses collections comprennent 450 espèces de plantes de la région plus ou moins menacées, ainsi que 6 espèces de plantes protégées de Haute-Loire et 8 espèces de plantes classées au niveau national pour la protection. 